# Andrew Toles
Alvin Andrew Toles (né le 24 mai 1992 à Decatur, Géorgie, États-Unis) est un receveur des Dodgers de Los Angeles de la Ligue majeure de baseball.

## Carrière
Andrew Toles est repêché par les Marlins de la Floride au 4e tour de sélection en 2010 mais il décline l'offre pour joindre les Volunteers de l'université du Tennessee. À sa deuxième année au Tennessee, cependant, Toles est renvoyé par les Volunteers en octobre 2011. Parti jouer pour le Chipola College, en Floride, Toles signe son premier contrat professionnel avec les Rays de Tampa Bay, qui le choisissent au 3e tour du repêchage amateur en 2012.
Toles joue de 2012 à 2014 en ligues mineures avec des clubs affiliés aux Rays. Souffrant de trouble anxieux, Toles éprouve des difficultés personnelles à ce moment de la carrière, et les Rays le libèrent de son contrat avant le début de la saison 2015. Rentré chez lui en Géorgie, Toles accompagne son père qui est camionneur dans son travail et est employé par un supermarché Kroger où il travaille dans le rayon des surgelés. Sa carrière est relancée lorsque Gabe Kapler, le directeur du développement des joueurs des Dodgers de Los Angeles, lui offre un essai, puis que le directeur des opérations baseball des Dodgers, Andrew Friedman, qui avait repêché Toles lorsqu'il était directeur général des Rays de Tampa Bay, lui fait signer un contrat des ligues mineures. En trois mois, Toles passe du niveau A+ des ligues mineures aux majeures.
Andrew Toles fait ses débuts dans le baseball majeur avec les Dodgers de Los Angeles le 8 juillet 2016. Il maintient une moyenne au bâton de ,314 en 48 parties jouées pour l'équipe en 2016, frappant trois coups de circuit, puis participe aux séries éliminatoires.

## Vie personnelle
Andrew Toles est le fils d'Alvin Toles, un joueur de football américain ayant évolué quatre saisons dans la NFL pour les Saints de La Nouvelle-Orléans, de 1985 à 1988.